# Microsoft Surface
Microsoft Surface es una serie de dispositivos que van desde las pantallas táctiles (tabletas, plegables, ordenadores portátiles y de sobremesa, y pizarras interactivas) hasta los accesorios, son vendidos y comercializados por Microsoft.
El primer dispositivo que pusieron a la venta fue una tableta llamada Surface RT, anunciada el 18 de junio de 2012 por Steve Ballmer, ex consejero delegado de Microsoft, en Los Ángeles.

## Diseño
Los dispositivos Surface se venden con Windows 11, Windows 10, Windows 8.1 y 8, la serie más reciente de estos dispositivos se vende con Windows 11.
Los dispositivos Surface son diferentes de las máquinas tradicionales; son ultraligeros, de alta calidad y compactos, una gran variedad de estos dispositivos tiene una pantalla táctil diseñada para ser utilizada en movimiento.
Los dispositivos Surface requieren una cuenta Microsoft, que es la que Surface usará para acceder al dispositivo y a través de la cual se harán todas las actualizaciones, además de mantener sincronizado y actualizado el ecosistema Microsoft.

## Características
- Los dispositivos Surface son compatibles con los últimos estándares de software para PC.
- Integran funciones de Wifi, Bluetooth y redes móviles.
- La configuración de Windows de cada usuario se almacena de forma segura en la cuenta de Microsoft del usuario (si éste lo desea).
- OneDrive puede sincronizar imágenes, documentos y archivos de escritorio para tener los archivos a mano dondequiera que esté. (Si el usuario lo desea)
- Dispone de un único navegador web integrado conocido como Microsoft Edge.
- Tiene acceso rápido a la suite de Microsoft 365, como Word, PowerPoint y Excel.
- Se actualiza y tiene funciones de seguridad integradas, gracias a Microsoft Defender.
- Tienen características de seguridad de Windows Hello en modelos seleccionados.

## Dispositivos
La familia Surface cuenta con ocho líneas principales de dispositivos:
- La línea Surface Go de tabletas híbridas, con accesorios de teclado desmontables opcionales, y lápiz óptico opcional. El modelo más reciente, utiliza un procesador SoC Intel Pentium Gold 4415Y. En esta rama entra las tres primeras generaciones lanzadas al mercado con Windows 8 y 8.1, además de la Surface RT.
- Surface Pro es una línea de tabletas híbridas, con accesorios de teclado desmontables similares y opcionales y lápiz óptico opcional. Los 2 últimos modelos son el Surface Pro-7, que tiene un procesador de la serie Intel Core de 10.ª generación, y el Surface Pro X, que tiene el Microsoft SQ1 ARM SoC (una versión personalizada del Snapdragon 8xc.)
- Surface Laptop, un portátil con una pantalla táctil no desmontable de 13,5 o 15 pulgadas. El dispositivo original ejecuta Windows 10 S de forma predeterminada; sin embargo, se puede actualizar a Windows 10 Pro. A partir del Surface Laptop 2, se utilizan las ediciones home y Pro regulares.
- Surface Book, un portátil con una pantalla de tableta desmontable. La base es configurable con o sin gráficos discretos y una pantalla de tableta operable de forma independiente, en la que funciona el lápiz óptico opcional. El lápiz óptico se vende por separado del último modelo de Surface Book.
- Surface Studio, un escritorio todo en uno de 28 pulgadas que se ajusta en una tabla de dibujo digital con lápiz óptico y compatibilidad con Surface Dial en pantalla.
- Surface Hub, una pizarra digital interactiva con pantalla táctil diseñada para la colaboración. El 21 de enero de 2015, Microsoft presentó un nuevo producto, se trata de una pantalla táctil de grandes dimensiones llamada Microsoft Surface Hub. La Surface Hub está disponible en dos versiones: una de 84 pulgadas (213 cm) con resolución 4K y 120 Hz de tasa de refresco, la otra versión con 55 pulgadas (140 cm) con resolución 1080p. Ambas versiones disponen de cámaras y micrófonos para permitir videollamadas y soporte para múltiples lápices digitales. La Surface Hub usa una versión modificada de Windows 10 como sistema operativo. Este dispositivo esta especialmente pensado para el uso en empresas y especialmente para usarse en presentaciones, conferencias o reuniones.
- Surface Neo, un próximo dispositivo de pantalla táctil de doble pantalla, ambas pantallas de 9" y se ejecutan en Windows 10X.
- Surface Duo, un próximo dispositivo de pantalla táctil de doble pantalla del que ambas pantallas son de 5,6 pulgadas y se puede utilizar como un teléfono que ejecuta Android.

## Historia
Microsoft anunció por primera vez Surface en un evento celebrado el 18 de junio de 2012, presentado por el ex director general Steve Ballmer en Milk Studios de Los Ángeles. Surface fue la primera gran iniciativa de Microsoft para integrar su sistema operativo Windows con su hardware y es el primer PC diseñado y distribuido exclusivamente por Microsoft.
El primer dispositivo de la línea Surface se comercializó como 'Surface RT' y fue anunciado por Steven Sinofsky, antiguo presidente de Windows y Windows Live. La segunda línea de Surface, basada en la arquitectura Intel, fue liderada con Surface Pro, comercializada como 'Surface para Windows 8 Pro' en su momento, y fue demostrada por Michael Angiulo, un vicepresidente corporativo.
Sinofsky declaró inicialmente que el precio del primer Surface sería comparable al de otros dispositivos ARM y que el coste de Surface Pro sería similar al de los actuales ultrabooks. Más tarde, Ballmer señaló que el «punto dulce» para el grueso del mercado de PC era de 300 a 800 dólares. Microsoft reveló el precio y comenzó a aceptar pedidos anticipados de la tableta Surface RT el 16 de octubre de 2012, «para su entrega el 26 de octubre». Microsoft lanzó el dispositivo junto con la disponibilidad general de Windows 8 el 26 de octubre de 2012. Surface Pro estuvo disponible al año siguiente, el 9 de febrero de 2013. Inicialmente, los dispositivos solamente estaban disponibles en las tiendas de Microsoft y en línea, pero Microsoft amplió posteriormente la disponibilidad a otros proveedores.
En noviembre de 2012, Ballmer describió el enfoque de distribución de Surface como 'modesto', el 29 de noviembre de ese año, Microsoft reveló los precios de las versiones de 64 GB y 128 GB de Surface con Windows 8 Pro. La tableta saldría a la venta el 9 de febrero de 2013 en Estados Unidos y Canadá. Estaba previsto celebrar un evento de lanzamiento el 8 de febrero de 2013, sin embargo, se canceló en el último momento debido al Nor’easter de febrero de 2013. La versión de 128 GB de la tableta se agotó el mismo día de su lanzamiento. Aunque hubo menos demanda de la versión de 64 GB debido a la capacidad de almacenamiento mucho menor disponible, las existencias de la unidad de menor coste fueron casi igual de escasas.
El 23 de septiembre de 2013, Microsoft anunció la Surface 2 y la Surface Pro 2, que presentan mejoras de hardware y software respecto a la original. La Surface 2 salió a la venta el 22 de octubre de 2013, junto con la Surface Pro 2, cuatro días después de la disponibilidad general de Windows 8.1. Posteriormente, Microsoft lanzó una Surface 2 con conectividad LTE para la red de AT&T el 18 de marzo de 2014. A continuación, Microsoft anunció la rediseñada Surface Pro 3 el 20 de mayo de 2014, que salió a la venta el 20 de junio de 2014.
Al año siguiente, el 30 de marzo de 2015, anunció la Surface 3, una versión más compacta de la Surface Pro 3. El 8 de septiembre de 2015, Microsoft anunció la «Iniciativa Empresarial Surface», una asociación entre Accenture, Avanade, Dell Inc. y HP, para «permitir que más clientes disfruten de las ventajas de Windows 10.» Como parte de la asociación, Dell revenderá los productos Surface Pro a través de sus canales empresariales y de negocios y ofrecerá sus servicios empresariales existentes (incluyendo Pro Support, garantía y Setup & Deployment) para los dispositivos Surface Pro que venda.
Microsoft anunció la nueva generación de Surface Pro 4 y el nuevo Surface Book, un portátil híbrido, en el evento Microsoft October 2015 celebrado en Nueva York el 10 de octubre de 2015. Microsoft comenzó a enviar los dispositivos Surface Hub el 25 de marzo de 2016. En junio de 2016, Microsoft confirmó que Surface 3 dejaría de producirse en diciembre de 2016. No se ha anunciado ningún producto de sustitución. Los informes sugieren que esto puede ser una consecuencia de que Intel suspenda la iteración Broxton del procesador Atom. El 26 de octubre de 2016, Microsoft anunció un Surface Studio y un Surface Book con Performance Base en el evento de Microsoft. También se anunció un accesorio de rueda, el Surface Dial, que estuvo disponible el 10 de noviembre de 2016.
Inmediatamente después del anuncio del Surface Laptop en el evento #MicrosoftEDU del 2 de mayo de 2017 y de la conferencia para desarrolladores Microsoft Build 2017, Microsoft anunció la quinta generación de Surface Pro en un evento especial en Shanghái el 23 de mayo de 2017.
El 17 de octubre de 2017, Microsoft anunció el Surface Book 2, añadiendo un modelo de 15 a la línea y actualizando los componentes internos.
El 15 de mayo de 2018, Microsoft anunció el Surface Hub 2 con una nueva bisagra giratoria y Hubs múltiples vinculados.
En junio de 2018, Microsoft anunció la Surface Go, una tableta Surface de bajo costo con una pantalla de 10 pulgadas y 64 o 128 GB de almacenamiento, su precio de partida es de 399 dólares.
El 2 de octubre de 2019, Microsoft anuncia la Surface Pro 7, la Surface Laptop 3 y la Surface Pro X. Tanto la Surface Pro 7 como la Surface Laptop 3 vienen con un puerto USB-C. La Surface Pro X viene con el procesador ARM Microsoft SQ1. Microsoft también anunció sus próximos productos: la Surface Neo, una tableta de doble pantalla que inicialmente se esperaba que ejecute Windows 10X; y la Surface Duo, un teléfono móvil de doble pantalla que ejecuta Android. Microsoft anunció originalmente que ambos productos se lanzarían en 2020, aunque los informes sugieren que el lanzamiento del Surface Neo se retrasará hasta 2021. El Surface Duo salió a la venta el 10 de septiembre de 2020.
El 22 de septiembre de 2021, Microsoft anunció la Surface Pro 8, la Surface Duo 2 y la Surface Laptop Studio. La Surface Pro 8 se aleja del diseño establecido por la Surface Pro 3 y se asemeja a la Surface Pro X, con biseles más finos, esquinas redondeadas y dos puertos Thunderbolt 4 (que sustituyen a los puertos USB-A de las generaciones anteriores). El Surface Laptop Studio parece un sucesor de la línea Surface Book, renunciando a la pantalla desmontable y con un nuevo diseño de bisagra. Permite colocar la pantalla en tres orientaciones diferentes, precisamente como la línea VAIO multigiro de Sony y el VAIO Z Flip. Los tres productos salieron a la venta el 5 de octubre de 2021, coincidiendo con Windows 11.
Además, en 2021, Microsoft anunció nuevos servicios y dispositivos para la educación. Entre ellos, Surface Laptop SE, que utilizará una versión de Windows 11 exclusiva para la educación, Windows 11 SE (Student Edition), este modelo de bajo coste cuenta con un procesador Intel Celeron, con una pantalla de 11,6 pulgadas. Esta edición de Surface exclusiva para educación se lanzará a partir de 2022, con un precio inicial de 249 dólares, y sólo podrá ser adquirida por los centros educativos.
En octubre de 2022, Microsoft combinó la serie Surface Pro con la línea de productos Surface Pro X y lanzó Surface Pro 9. Los procesadores Intel de 12.ª generación potencian la Surface Pro 2022. Microsoft también lanzó una variante 5G impulsada por el conjunto de chips SQ3 de Qualcomm.

## Hardware
En este apartado solo se hace referencia a la gama de Tabletas.

### Diseño exterior
La gama Surface está construida en carcasas de magnesio moldeado con tecnología VaporMg, que ofrecen un acabado duradero. La tecnología VaporMg permite que el magnesio pueda ser fundido y moldeado para los detalles necesarios de la tableta y permite que las Surface sean bastante ligeras todas con pesos inferiores al kilogramo de peso.
Las Surface Pro tiene una ventilación de perímetro que permite que el aire fluya por los lados, y ayuda a evitar que el flujo de aire se vea obstaculizado por las manos que sujetan el dispositivo.
En cuanto al diseño exterior también hay que destacar el kickstand, un soporte que ha ido evolucionando conforme avanzaba la gama, ha pasado de tener una única posición en las Surface Pro y RT a tener 2 posiciones en las Surface 2 y Pro 2 para tener en la Pro 3 cualquier posición entre los 22 y 150 grados. La Surface 3 con el objetivo de abaratar costes solo dispone de 3 posiciones en 22, 44 y 60 grados.

### Procesadores y almacenamiento
En las primeras dos generaciones de Surface había una clara diferencia entre la gama pro y no pro (RT), esta gran diferencia residía en la arquitectura de los procesadores. La Surface RT y Surface 2 incluía un procesador Nvidia Tegra con ARM, esta arquitectura del procesador provocaba que el sistema operativo fuese Windows RT con la consiguiente limitación en la instalación de programas de escritorio. Además de esto ambos contaban con 2 GB de memoria RAM con capacidades de almacenamiento de 32 y 64 GB.
Por otra parte, todas las Surface Pro cuentan con procesadores Intel i3/i5/i7, lo que les permite ejecutar cualquier programa o aplicación, con memorias RAM de 4 y 8 GB y almacenamientos de 64, 128, 256 y 512 GB haciéndolas las Tabletas más potentes y de mayores capacidades del mercado.
La Surface 3 por su parte cuenta con un procesador Intel Atom x7-Z8700 lo que le permite, a diferencia del resto de Surface no Pro, poder usar programas de escritorio. Además, cuenta con 2 o 4 GB de memoria RAM y almacenamientos de 64 o 128 GB.

### Pantalla
Todas las Surface tienen una pantalla táctil de 10 puntos Full HD 16:9 con tecnología ClearType de 10,6 pulgadas (27 cm) y una cobertura de pantalla Gorilla Glass, exceptuando la Surface RT que tenía pantalla de 1366x768 pixeles de resolución y la Surface Pro 3 que tiene una pantalla de 12 pulgadas (30 cm) con resolución 2160x1440 3:2.
Todas las Surfaces Pro y la Surface 3 son compatibles con un lápiz digital, incluido de serie en algunas versiones.
El dispositivo también incluye diversos sensores como un sensor de luminosidad para ajustar el brillo de la pantalla y un acelerómetro para ajustar la orientación de la pantalla.

### Puertos y conectividad
Toda la gama Surface incluye de serie un conector USB 3.0 excepto la Surface RT, que incluía un 2.0. También incluyen un puerto mini DisplayPort (excepto la Surface RT, que incluía un micro HDMI) y un conector de carga propietario (excepto en la Surface 3 que incluye un micro USB), también incluyen un conector con banda magnética en la parte inferior de la tableta para poder conectar los teclados. 
En la parte trasera, detrás del kickstand hay una ranura para introducir tarjetas de memoria microSD de hasta 200 GB.
En el exterior del dispositivo también se pueden encontrar diversos botones, un botón con el icono de Windows para acceder al menú de inicio del sistema, dos botones para subir y bajar el volumen del dispositivo y un botón de encendido.
En cuanto a conectividad, todas las Surface incluyen soporte para redes Wi-Fi 802.11 a/b/g/n y en las Surface Pro 3 y 3 también para redes Wi-Fi 802.11 ac.
Además toda la gama cuenta con soporte para Bluetooth 4.0 
La Surface 2 incluye además una versión con LTE que permite la navegación por internet con datos móviles.

### Cámaras
La gama Surface ha tenido una gran evolución en el apartado de cámaras, ha pasado de tener 0.9/0.9Megapíxeles la Surface RT y 1.2/1.2 Megapíxeles la Surface Pro y grabación ambas a 720p a tener en las últimas versiones 3.5/8 Megapíxeles la Surface 3 y 5/5 Megapíxeles la Surface Pro 3 y grabación en 1080p. Ninguna versión tiene flash.

## Accesorios
En este apartado solo se hace referencia a la gama de Tabletas.

### Touch Cover y Type Cover
Una de las características más destacadas de la gama Surface son sus teclados extraíbles que se conectan a la Surface a través de una banda magnética. Estos aparte de funcionar como teclados normales también permiten tapar la pantalla y usarse como cubiertas protectoras.
Los teclados contienen diversos sensores, giroscopio y acelerómetros, que permiten a la Tableta conocer la posición en la que se encuentra el teclado y por tanto determinar si una pulsación en el teclado es deseada o no.
Todos los teclados incluyen un touchpad multitáctil.
Microsoft ofrecía dos Keyboard Covers para las dos primeras generaciones de Surface: Touch Cover y Type Cover. El Touch Cover tenía 3 mm de espesor y tenía un teclado sensible al tacto. El Type Cover era más grueso e incluía un teclado mecánico. Entre la primera generación de Surface y la segunda se incluyó retroiluminación y también se lanzó un Type Cover con batería incluida que permitía alargar la vida del Surface en un 50 %.
Para la tercera generación se eliminó la Touch Cover y se creó un nuevo tamaño de la Type Cover, para que pudiese abarcar el mayor tamaño de pantalla de la Surface Pro 3. Además, se cambió del material del touchpad para mejorar las críticas recibidas y se añadió un imán en la parte superior del teclado para poder poner cierta inclinación si se desea.

### Surface Pen

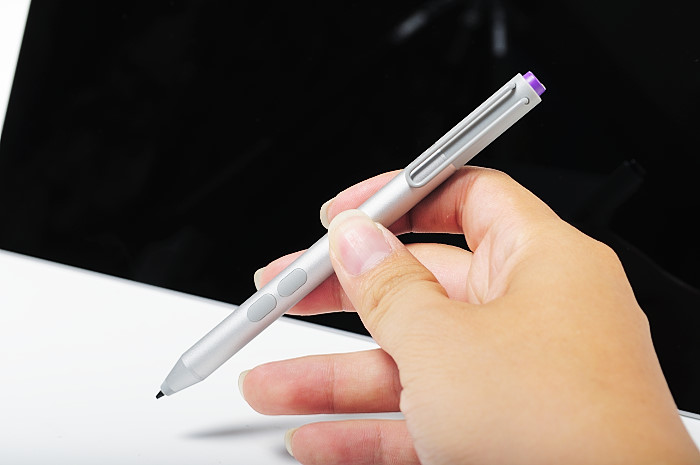
Surface Pen de la Surface Pro 3 y Surface 3

El Surface Pen es un lápiz digital, que permite al usuario escribir directamente sobre la pantalla. Este lápiz viene incluido de serie en toda la gama Surface Pro y se puede comprar aparte para la Surface 3. 
Las dos primeras generaciones de lápices usaban una tecnología de Wacom, mientras que la tercera generación usa tecnología de la empresa N-trig, que posteriormente fue comprada por Microsoft.
El Surface Pen está diseñado especialmente para reducir la latencia de escritura al mínimo posible y así asemejar al máximo la experiencia a la de escribir sobre papel.
Aparte de esto el Surface Pen dispone de un 3 botones, dos de ellos configurables y el tercero que permite abrir la aplicación OneNote en cualquier momento.

### Surface Dock

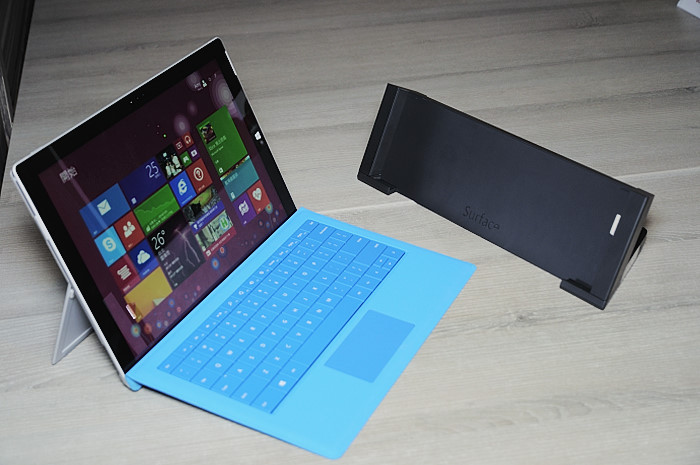
Un Surface Dock y una Surface Pro 3 con un Type Cover acoplada

Es un accesorio que permite a la Surface aumentar el número de puertos disponibles, añadiendo varios puertos USB, un puerto Ethernet, un Mini DisplayPort, un puerto de carga y una entrada y una salida de audio a través de dos conectores Jack de 3.5 mm.
El Surface Dock es un accesorio extra no incluido en el precio de la Surface.
Además el Dock no es el mismo entre La Surface Pro 3 y la Surface Pro y Pro 2, como tampoco lo es entre la Surface 3 y el resto. La Surface RT y Surface 2 no disponen de este accesorio.

### Otros accesorios
Hay gran cantidad de accesorios para la gama Microsoft Surface. Existen gran cantidad de adaptadores entre los que podemos encontrar un adaptador para conectar desde el puerto USB un 
cable Ethernet, también varios adaptadores para conectar la Surface a cables HDMI y VGA. Aparte también existen dos ratones especialmente diseñados para la Surface (aunque pueden ser usados para otros dispositivos Windows) que son el Wedge Touch y el Arc Touch.

## Accesorios para empresas
En esta sección se hace referencia a los accesorios diseñados para empresas, más no por eso no pueden ser compradas por cualquiera.

### Accesorios paraSurface Hub 2S

#### Cámara para Surface Hub 2S
La cámara para Surface Hub 2S es una cámara 4K que captura la sala y a los participantes de la conferencia en un campo de visión completo.

#### Lápiz para Surface Hub 2S
La misma experiencia de escritura precisa que ofrece el lápiz en otros dispositivos Surface, pero ahora en una gran pantalla. El lápiz para Surface Hub 2S es tan rápido que le parecerá que escribe con tinta.

#### Steelcase Roam™
Los soportes móviles Steelcase Roam™ y los soportes de pared fáciles de montar permiten a los equipos colaborar en cualquier lugar.

## Disponibilidad
El producto fue anunciado por el presidente de Microsoft, Steve Ballmer, en una conferencia de prensa realizada en Los Ángeles el 18 de junio de 2012. Surface RT llegó el 26 de octubre de 2012 a Estados Unidos de América el 14 de febrero de 2013 a España. y el 25 de junio de 2013 en México
Surface Pro llegó a Estados Unidos de América el 9 de febrero de 2013. La versión básica, menos demandada, llegó a España el 14 de febrero de 2013 y la Pro el 30 de mayo de 2013.

### Precio
El presidente de Microsoft Windows, Steven Sinofsky, dijo en una conferencia en Los Ángeles que "El precio recomendado de venta al por menor se dará a conocer cuando la disponibilidad de la tableta esté cerca y se espera que la Surface sea competitiva con su similar, la ARM tablet, y la Surface Pro con su similar, la Intel Ultrabook-class PCs. Para los fabricantes OEM, Windows 8 Pro y Windows 8 RT tendrán un costo similar. Eric Trendforce Chiou ha advertido de que este precio podría confundir a los consumidores y perjudicar las ventas de las Ultrabook.
Ahora ya está presente en su página la versión con Windows RT y aquí los precios: 32 GB $299 dólares, 32 GB con Black Touch Cover $399 dólares y 64 GB con Black Touch Cover $429 dólares y la Surface PRO de 128 GB en $599 dólares.